# Monotoma angusticollis
Monotoma angusticollis – gatunek chrząszcza z rodziny obumierkowatych.
Gatunek ten został opisany w 1827 roku przez Leonarda Gyllenhaala jako Cerylon angusticollis.
Chrząszcz o ciele długości od 2 do 3 mm, ubarwionym ciemnobrunatnie z czerwonobrunatnymi czułkami i odnóżami. Długa, acz krótsza niż u M. conicicollis głowa ma czoło zaopatrzone w ząbki na bokach, a skronie prawie równoległe i wyraźnie dłuższe od małych, kulistych oczu. Przednie kąty wydłużonego i słabo zwężonego przedplecza są wyraźnie wystające i zaopatrzone w ząbki, a jego boki zbieżne ku przodowi. Wierzch przedplecza odznacza się parą owalnych zagłębień. Pokrywy są co najwyżej dwukrotnie dłuższe niż w części nasadowej szerokie, a największą szerokość osiągają w pobliżu środka długości.
Gatunek myrmekofilny, spotykany w mrowiskach mrówki łąkowej i mrówki rudnicy. Często współwystępuje tam z pokrewnym M. conicicollis.
Owad palearktyczny o rozsiedleniu eurosyberyjskim. W Europie stwierdzony został we Francji, Irlandii, Wielkiej Brytanii, Belgii, Holandii, Niemczech, Szwajcarii, Austrii, Włoszech, Danii, Norwegii, Szwecji, Finlandii, Łotwie, Litwie, Polsce, Czechach, Słowacji, Białorusi, Ukrainie, Rosji i Słowenii. W Polsce jest gatunkiem rzadko spotykanym.